# Wetsingerzijl

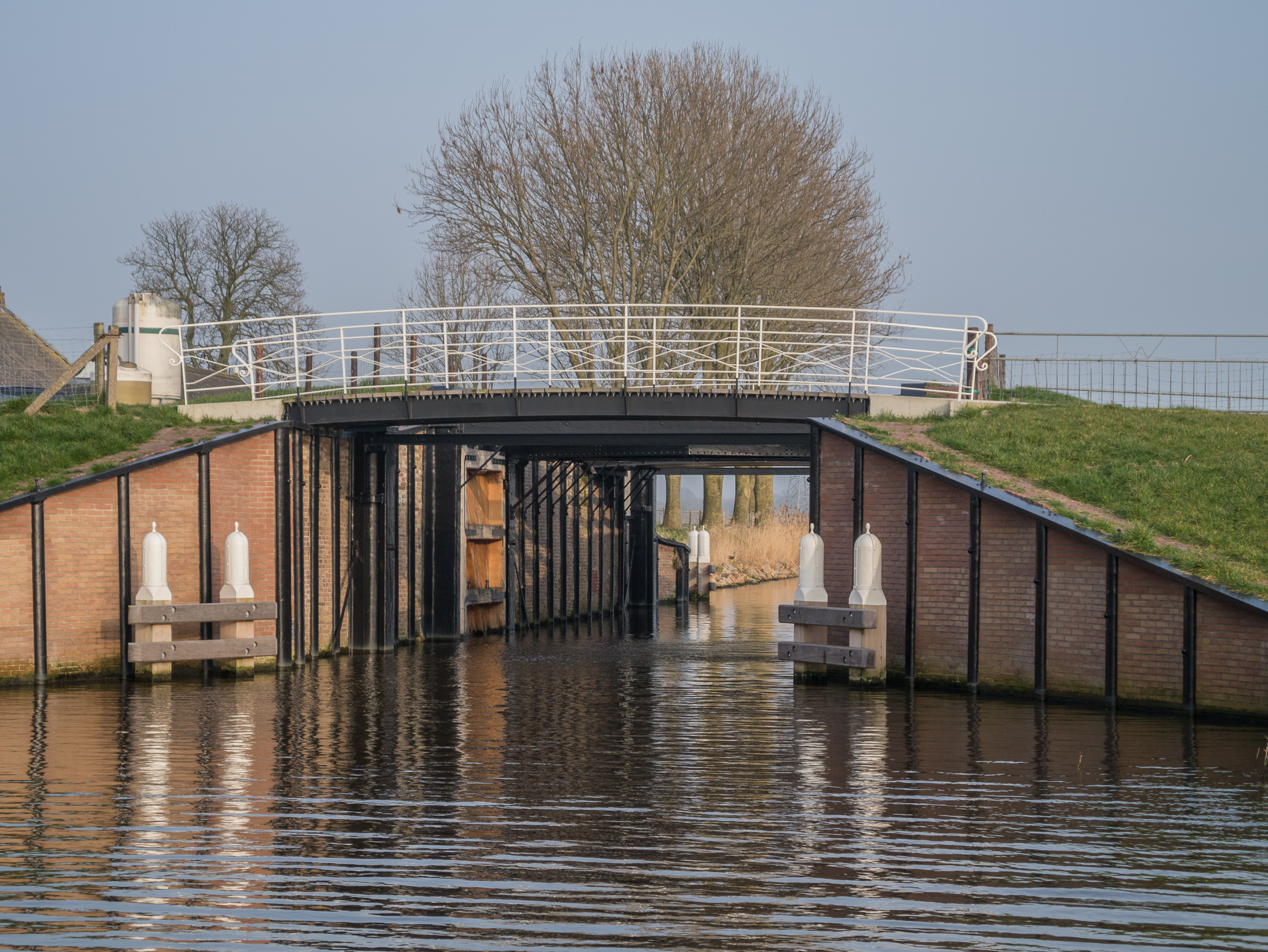
Wetsingerzijl na de restauratie

De Wetsingerzijl is een dubbelkerende schutsluis (zijl) in de gemeente Het Hogeland in de Nederlandse provincie Groningen. De zijl ligt in het Wetsingermaar, iets voor de uitmonding in het Reitdiep. De zijl heeft sinds 1969 geen enkele functie meer en staat dus altijd open. Iets ten noorden van de zijl ligt het gehucht De Raken aan het Oude Diepje. Ten noordwesten van de zijl staat boerderij Margriethoeve uit 1792.
De huidige Wetsingerzijl werd tussen 1878 en 1879 opgetrokken uit steen en is in 2013 gerestaureerd. De zijl heeft net als bijvoorbeeld de Haanssluis wulfsmuren met stalen kubbestijlen. De zijl heeft een lengte van 22,5 meter en een breedte van 6 meter. Van de oorspronkelijke 6 sluisdeuren zijn er nog 2 origineel. 

## Geschiedenis
De eerste Wetsingerzijl werd gebouwd in 1410 en bevond zich aan de instroom van de Wetsingermaar in het Oude Diepje (toen nog het Reitdiep) tegenover Alinghuizen en Klein Garnwerd. Het Oude Diepje werd in 1629 overbodig toen het Garnwerder Rak werd gegraven om het Reitdiep minder bochtig te maken en het kronkelende Oude Diepje af te snijden. Deze operatie moest zorgen voor een snellere afwatering en verbeterde scheepvaart. Het geheel werd betaald door de stad Groningen, die er groot belang had bij. De gelden hiervoor kwamen uit de bij de reductie geconfisqueerde kloostergoederen die onderdeel vormden van de stadslanden. In 1636, 7 jaar na de afsluiting van het Oude Diepje, werd ten zuiden van De Raken en het Oude Diepje een nieuwe houten sluis van het Wetsingerzijlvest gebouwd als nieuwe uitwateringssluis van de Sauwerdermaar en Wetsingermaar. De Wetsingermaar werd hiervoor tegelijkertijd vanaf de oude locatie van de sluis doorgegraven in zuidelijke richting tot aan het Sauwerdermaar, dat verder door werd gegraven naar het Reitdiep, waarmee de afwatering van het gebied om het Oude Diepje werd geleid. In 1640 werd het Oude Diepje volledig afgedamd en was de waterstaatkundige operatie voltooid. Ten zuiden van de Wetsingerzijl werd een waarhuis gebouwd voor de sluiswachter.
In 1818 werd een nieuwe houten Wetsingerzijl gebouwd. In 1869 werd de Wetsingerzijl hersteld. In 1877 werd de provinciale zeedijk tussen Zoutkamp en Nittershoek voltooid en werd het Reitdiep van de zee afgesneden. Ter voorbereiding hierop werd tussen 1874 en 1876 iets zuidwestelijker de Wetsingersluis aangelegd in het Reitdiep. Na voltooiing van de dijk werd tussen 1878 en 1879 de huidige Wetsingerzijl gebouwd. 
In 1919 kwam het gemaal De Waterwolf bij Electra gereed en verloor de zijl haar functie als schutsluis. In 1929 werd het waarhuis op afbraak verkocht. In 1969 werd de Lauwerszee afgesloten met de Lauwerssluizen en had de zijl ook geen waterkerende functie meer. De toenmalige gemeente Adorp wilde de sluis vervolgens verwijderen, maar het waterschap ging hier niet mee akkoord. Omdat er echter ook geen onderhoud gepleegd werd, verviel de sluis vervolgens langzamerhand. Na het ophogen van de zeedijken in 1986 werden de sluisdeuren permanent opengezet. In 1995 werd een fietspad aangelegd over de zijl en werd het onderdeel van het Pieterpad. In 1998 wist het waterschap te voorkomen dat de zijl werd aangewezen als rijksmonument.
In 2008 werd op initiatief van de gemeente Winsum een eerste aanzet gegeven tot restauratie, maar het duurde nog een aantal jaar alvorens er voldoende gelden beschikbaar waren. De zijl werd uiteindelijk gerestaureerd tussen 2012 en 2013 door het waterschap Noorderzijlvest naar de oorspronkelijke plannen van 1878. De kosten bedroegen ongeveer 800.000 euro.

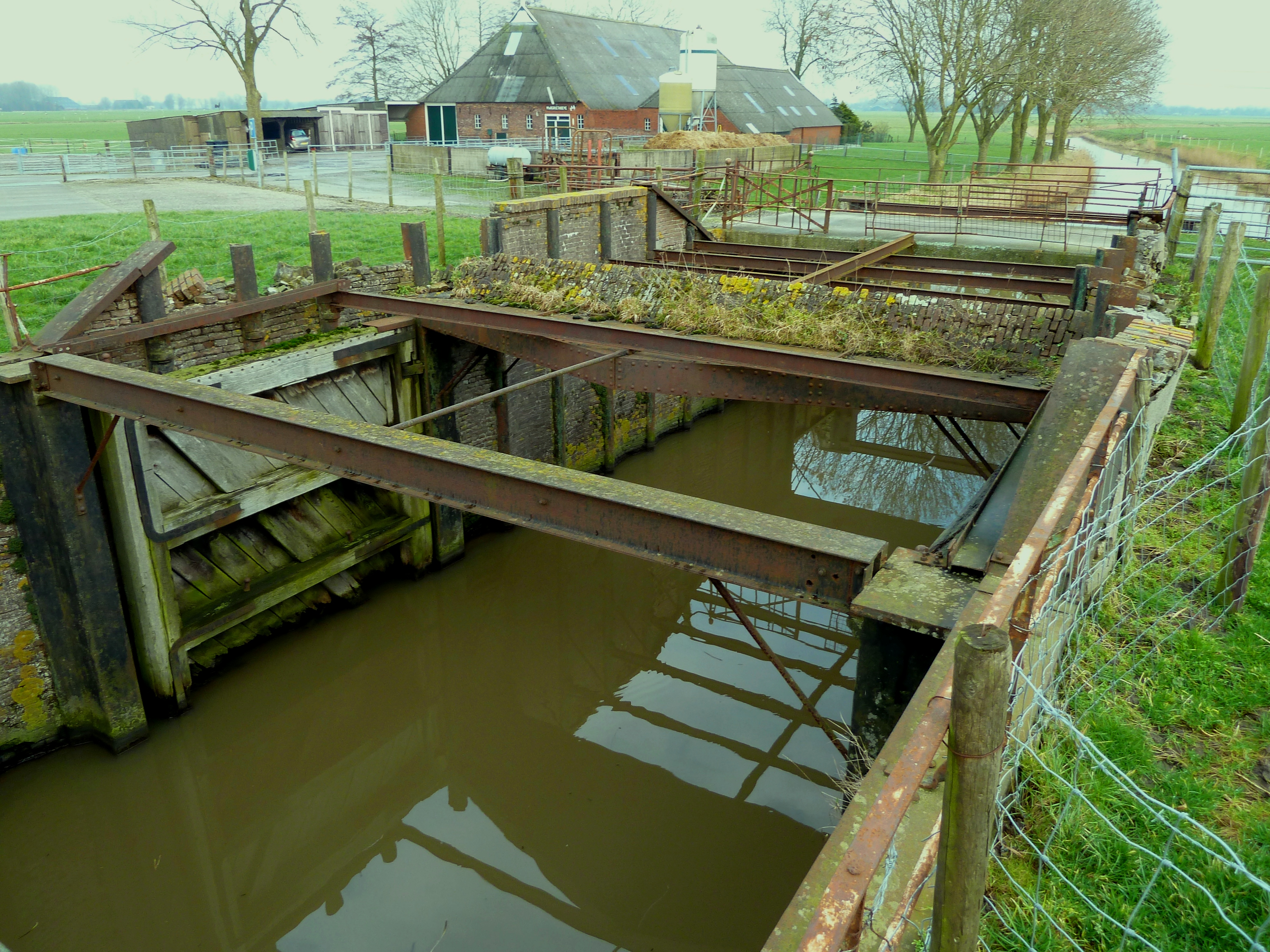
De Wetsingerzijl voor de restauratie, gezien in de richting van het Sauwerdermaar met de 'Margriethoeve' op de achtergrond
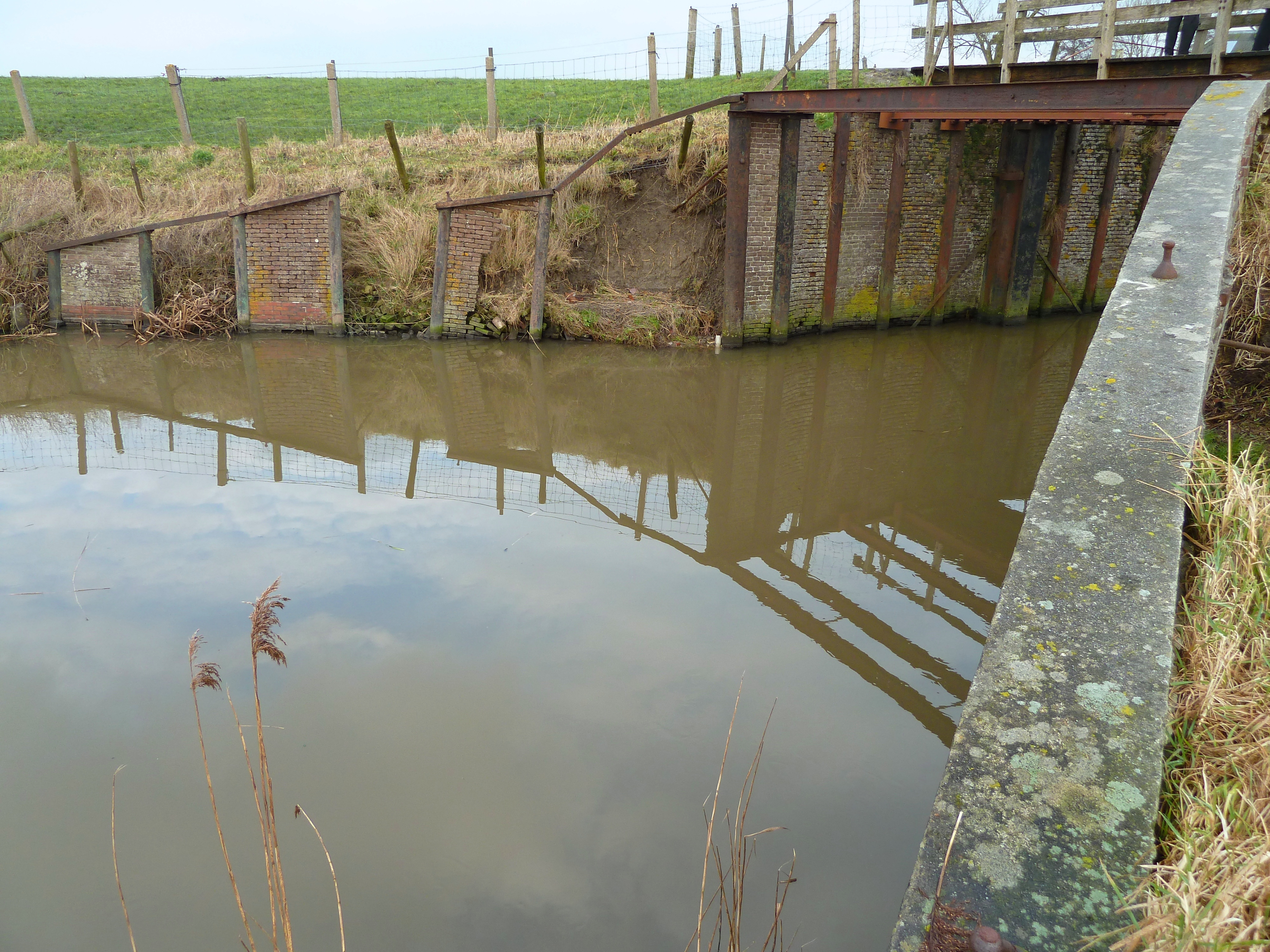
Vooraanzicht van de sluis voor de restauratie, vanaf het Reitdiep
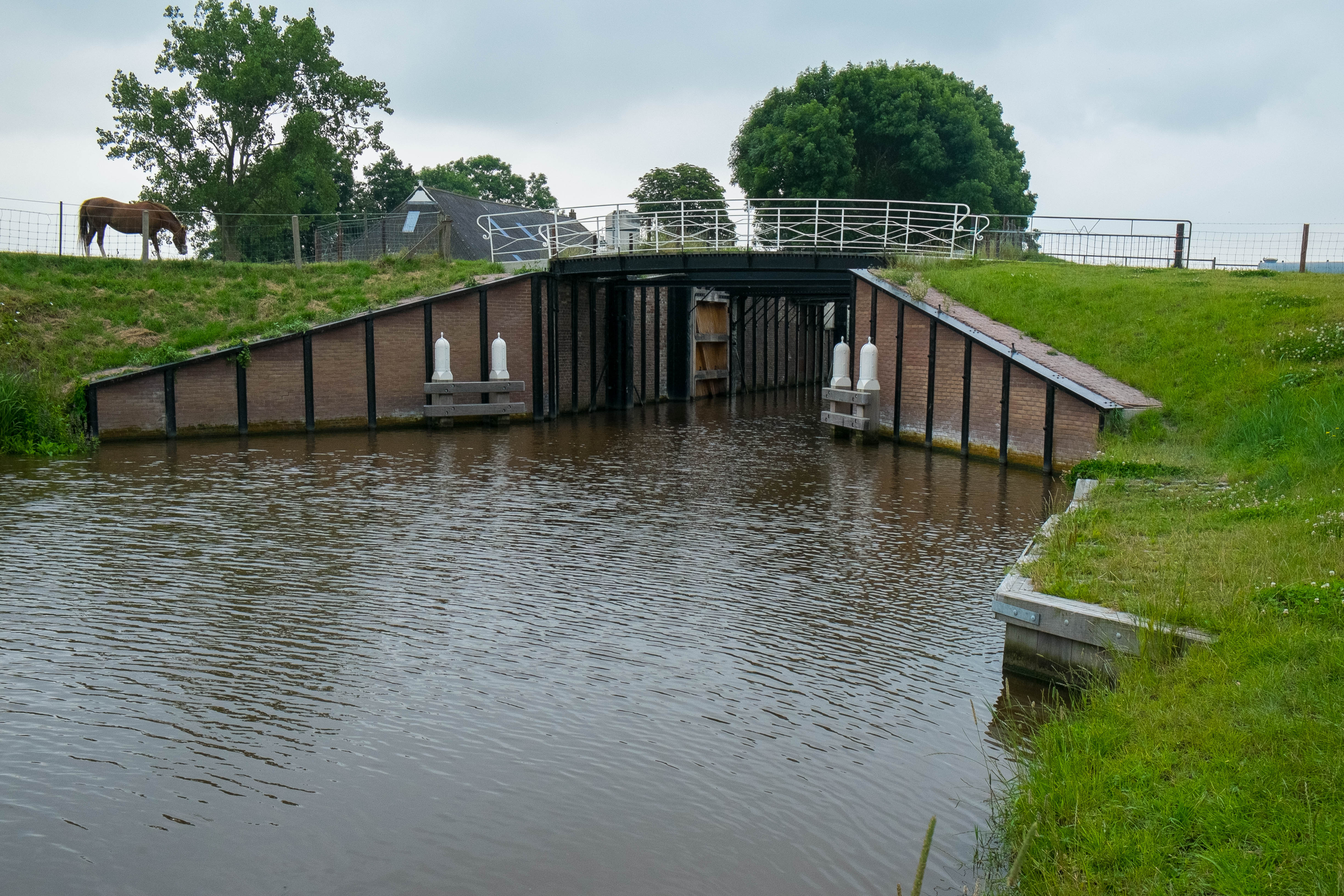
Wetsingerzijl na de restauratie
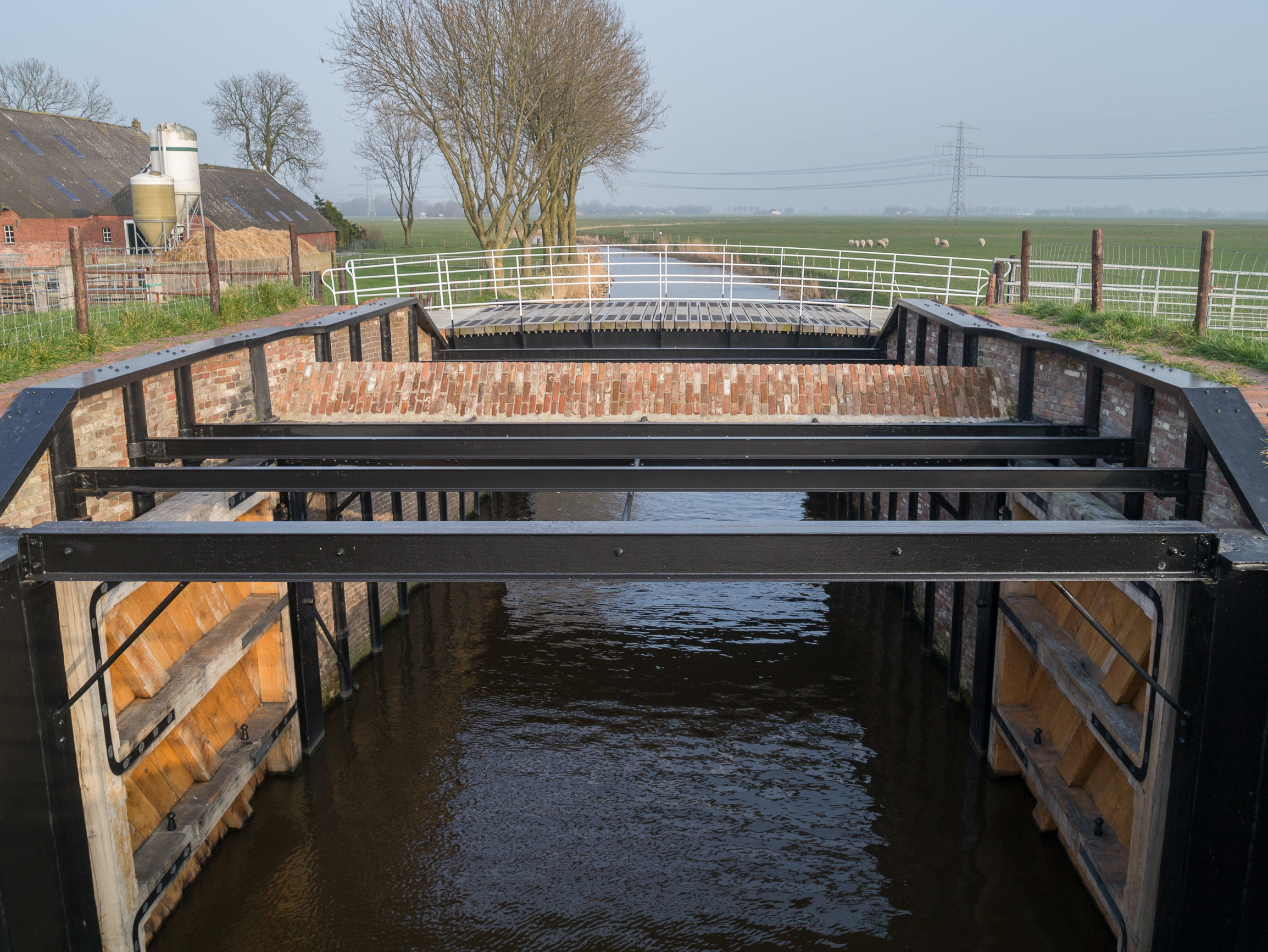
Close-up